# Tavlan
Tavlan (franska: Le tableau) är en fransk animerad film från 2011 i regi av Jean-François Laguionie efter ett manus av Anik Le Ray. Den blandar tvådimensionella 2D-renderade animationssekvenser med riktiga bilder. Filmen handlar om flera karaktärer från en oavslutad målning som kommer ut ur sin målning för att leta efter deras skapare.

## Handling
En målning som målaren lämnat ofärdig föreställer ett överdådigt slott omgivet av en sjö, en dal och en skog som sägs vara farlig. Karaktärerna är indelade i tre kategorier: de "färdiga" som är helt ifyllda med färg; de "ofärdiga" som saknar några färger; och de "förkastade" som fortfarande är sköra utkast. Lola, en ofärdig, presenterar detta universum, liksom en av hennes vänner, Claire, en annan ofärdig som har ett förhållande med en färdig som är mer öppen än de andra. En natt går älskaren Ramo till slottet för att lyssna på ett tal från den nya ledaren för de Färdiga, den "stora ljuskronan". Övertygade om att målaren inte kommer att återvända, använder de Färdiga sin perfekta skönhet som förevändning för att ta makten över de andra karaktärerna och kasta ut dem från slottet. Ramo försöker motsätta sig detta beslut, men blir hånad på grund av sin relation med en ofärdig. Två förkastade har kommit för att diskret lyssna på talet, men en av dem fångas och trampas av folkmassan tills han reduceras till bara några penseldrag.
På morgonen kommer en annan förkastad, Plume, för att hämta det som är kvar av sin vän och tar med sig det. Förföljd av de Färdigas vakter träffar Plume Lola när den senare har kommit med båt på sjön för att berätta för Ramo att Claire har hindrats från att komma och träffa honom av de andra ofärdiga. Alla tre flyr på sjön, men förs bort av en oväntad ström: båten flyter in i den förbjudna skogen, där jätteblommor, kallade dödsblommor, anses sluka resenärer. Till sin förvåning passerar de tre resenärerna utan större fara. När de återhämtar sig från upphetsningen bestämmer de sig för att söka efter målaren, även om de måste lämna målningen för att göra det. Lola är den första som hittar en utgång, och alla befinner sig snart utanför målningen, i målarens ateljé. De upptäcker sedan andra målningar. Lola, som av misstag kommer in i en målning om kriget, fångad i en konfrontation mellan röda soldater och gröna soldater, blir nästan skjuten som spion och flyr i sällskap med en trumslagare, Magenta. De fyra upptäcktsresandena möter sedan karaktärerna i tre porträtt: Garance, en vacker badare; en harlekinpojke; och ett grinigt självporträtt av målaren. Lola fördjupar sig snart i Garances målning, en karneval i Venedig, där hon hoppas hitta målaren. Hon träffar flera av dem, men ingen är den de letar efter. Samtidigt upptäcker Plume och Magenta av misstag målarens trasiga dukar och övertygar sig själva om att han är kapabel att förstöra sina målningar, så att det är för farligt att försöka hitta honom. När de går in i Garances målning jagas Plume av en lieman genom Venedigs gator, men lyckas bli av med den med hjälp av Magenta. Under tiden har de Färdiga fångat Claire och använder henne som bete för att försöka hitta honom.
Ramo inser så småningom att det går att använda färg för att måla inuti tavlorna. Han får då idén att i sin målning återföra ett utbud av färg som fanns i ateljén: på så sätt kunde de Förkastade och Ofärdiga avsluta sig själva, som de ville. Målarens självporträtt upptäcker också att han kan måla och kan på så sätt återställa mänsklig form till Plumes vän. Efter några försök tar de Förkastade och Ofärdiga, däribland Plume, slut. Lola, de Förkastade och Ofärdiga befriar Claire och Ramo precis när de skulle målas svarta av bödeln. Alla karaktärer, nu färdiga, minglar glatt och målar varandra. Lola å sin sida bryr sig inte om att måla färdigt själv utan fortsätter att söka efter målaren. När hon kommer ut ur målningen igen utforskar hon ateljén igen och hamnar utanför huset. Där upptäcker hon målaren, som vänd mot sanddynerna målar havet.

## Rollista

### Franska originalröster
- Jessica Monceau – Lola
- Adrien Larmande – Ramo
- Thierry Jahn – Plume
- Julien Bouanich – Gom
- Céline Ronté – Garance
- Thomas Sagols – Magenta
- Magali Rosenzweig – Orange de Mars
- Chloé Berthier – Claire
- Jean-François Laguionie – självporträttet och målaren
- Jacques Roehrich – den stora riddaren
- Jérémy Prévost – herr Grå
- Michel Vigné – kaptenen
- Jean Barney – målaren från Venedig
- Serge Faliu – Pierrot

### Svenska röster
- Mikaela Ardai Jennefors – Lola
- Albin Flinkas – Ramo
- Mikaela Tidermark – Claire
- Henrik Ståhl – sudd / Raymond / döden
- Vanna Rosenberg – Garance
- André Ferrari – Tintinfrilla / Leon / Pierrot
- Andréas Johansson – Mars-Orange
- Annica Edstam – Raymonde / Gertrude
- Bengt Järnblad – Konstnären
- Björn Bengtsson – blå page / Bobby / Klaus
- Charlotte Ardai Jennefors – Paulette / Mamma
- Alex Debot – Flicka
- Christian Fex – Ljusbringaren / Gerard / Grön Kapten
- Emilia Brown – Ginette / Amarante
- Gustav Levin – Farbror Grå / Polyminthe / Venedigkonstnär
- Henning Lööf – Forest / Philippe / Solferino / Hue
- Lucas Krüger – Silouet
- Myrra Malmberg – Janine
- Peter Sjöquist – Eustache / Penna
- Sam Molavi – Alphonse / Magenta
- Sanna Martin – Berthe
- Stephan Karlsén – Gerges / Röd Kapten / Vit Pierrot
- Tomas Ahlgren – Robert / Paulo

- Översättare – Sofia Caiman
- Dialogregissör – Joakim Jennefors
- Inspelningstekniker – Nils Manzuoli
- Svensk mix – Magnus Veigas
- Projektledare – Maria Hellsröm
- Svensk version producerad av SDI Media[5][6][7]

## Utmärkelser
Filmen nominerades för en César 2012 för bästa film och vann priset bästa musik på Chicago International Filmfestival 2012.